# Bonus de constructibilité
Le bonus de constructibilité est un dépassement de surface dit « dépassement de gabarit » accordé dérogatoirement à certains permis de construire par des communes ou EPCI compétents. Il peut être attribué lorsque le règlement du plan local d'urbanisme (PLU) le prévoit au moment de la délivrance du permis. Il s'adresse aux bâtiments les plus performants en termes d’exemplarité énergétique, d'exemplarité environnementale ou à énergie positive

Ce bonus est limité à 30 % du gabarit. Il a été totalement défini le 12 octobre 2016 par la publication d'un arrêté
Pour justifier de la qualification d’un bâtiment à énergie positive (Bepos), les formalités de certification sont similaires à celles applicables à l’exemplarité environnementale. Son bilan énergétique (« Bilan Bepos ») doit être inférieur au seuil défini par le référentiel énergie carbone (niveau « Énergie 3 » du référentiel « Énergie-Carbone »).

## Conditions d'éligibilité au bonus
Le bâtiment doit remplir des critères d'exemplarité énergétique et/ou environnementale ou être à énergie positive. 
- Il y a « exemplarité énergétique » si la consommation conventionnelle d'énergie est inférieure d’au moins 20 % (40 % s'agissant des bâtiments à usage de bureaux) à celle requise par la "RT 2012" pour les constructions neuves[1].

- Il y a « exemplarité environnementale » si pour la totalité du cycle de vie du bâtiment (de la construction à la fin de vie en passant par l'exploitation, les émissions de gaz à effet de serre sont également inférieures au seuil fixé par l'arrêté (correspondant au niveau « Carbone 2 » du « référentiel Energie-Carbone » pour les bâtiments neufs")[1]. Une certification environnementale reconnue doit en outre valider au moins deux critères de performance parmi une série de trois possibilités concernant la quantité de déchets de chantier valorisée (supérieure à 40 % de la masse totale des déchets générés pendant la phase chantier), la qualité de l'air intérieur améliorée par l'emploi de matériaux faiblement émetteurs en composés organiques volatils (étiquetés A+) et la mise en œuvre de systèmes de ventilation performants ou encore le recours aux matériaux biosourcés (correspondant au 1er niveau du label)[1].
- Le bâtiment est dit à énergie positive lorsqu'il atteint le niveau 3 du référentiel énergie-carbone[3].

## Suites, réactions
Le 8 septembre 2016, le CSCEE a formulé dans un avis le souhait « d'une plus grande lisibilité pour les ménages et les collectivités », avec publication d'un guide pour les collectivités « pour la mise en œuvre de l'expérimentation dans les territoires » afin de « veiller à la cohérence entre l'application de la réglementation nationale et les décisions prises par les collectivités territoriales, notamment celles retranscrites dans les documents d'urbanisme régissant le droit des sols ».
Le CSCEE jugeait toutefois « excessives les exigences performantielles attendues sur le tertiaire ».

### Textes juridiques
- arrêté du 12 octobre 2016  relatif aux conditions à remplir pour bénéficier du dépassement des règles de constructibilité prévu au 3° de l'article L.151-28 du code de l'urbanisme, JO du 16 octobre 2016, texte n°16.